# Félix Mantilla
Félix Mantilla Botella (født 23. september 1974 i Barcelona, Spanien) er en pensioneret spansk tennisspiller, der blev professionel i 1993 og stoppede karrieren i 2008. Han vandt igennem sin karriere 10 singletitler, og hans højeste placering på ATP's verdensrangliste er en 10. plads, som han opnåede i juni 1998.

## Grand Slam
Mantillas bedste Grand Slam-resultat i singlerækkerne kom ved French Open i 1998, hvor han spillede sig frem til semifinalerne, efter i kvartfinalen at have slået den tidligere vinder, østrigske Thomas Muster. I semifinalen tabte han dog til landsmanden Carlos Moyà. 